# 背景调查
背景调查简称背调，是由独立专业机构依托权威数据源，通过合法的途径和方式对被调查人提交的个人背景信息进行核查比对，并形成背景调查报告以辅助委托调查人验证其真伪。通常在企業、政府或军队等單位徵人時會採此動作。
在中国大陆，由中国共产党、中华人民共和国政府、中国人民解放军的各级部门以及部分国有企业发起的背景调查通常被称为政治审查，简称政审。